# Бес (Изер)
Бес (фр. Besse) насеље је и општина у источној Француској у региону Рона-Алпи, у департману Изер која припада префектури Гренобл.
По подацима из 2011. године у општини је живело 143 становника, а густина насељености је износила 5,72 становника/km². Општина се простире на површини од 25 km². Налази се на средњој надморској висини од 1 450 метара (максималној 3.122 m, а минималној 1.228 m).

## Демографија
| 1962. | 1968. | 1975. | 1982. | 1990. | 1999. | 2011. |
| ----- | ----- | ----- | ----- | ----- | ----- | ----- |
| 204   | 162   | 116   | 117   | 116   | 130   | 143   |

График промене броја становника у току последњих година